# Urota
 Ovo je glavno značenje pojma Urota. Za TV–seriju pogledajte Urota (serija).
Urota ili zavjera je pojam koji označava radnju usmjerenu ka zataškavanju stvarnih činjenica nekoga počinjenog djela ili radnje koja nije u skladu sa zakonom, propisom ili uobičajnim stavovima zajednice. Sudiinici urote nazivaju se urotnicima, odnosno, zavjerenicima.
Među poznatijim urotama u hrvatskoj povijesti jesu Zrinsko-frankopanska urota, Rakovička buna i Urota Lorković-Vokić.